# Hohenroda
Hohenroda är en kommun i Landkreis Hersfeld-Rotenburg i Regierungsbezirk Kassel i förbundslandet Hessen i Tyskland. 
Kommunen bildades 1 februari 1971 genom en sammanslagning av de tidigare kommunerna Mansbach och Ransbach och Ausbach uppgick i den nya kommunen 1 februari 1972.